# Teleproceso
Teleproceso: se refiere al procesamiento de datos provenientes de terminales en una unidad central. Esta palabra aparece a finales de la década de 1960 y se deriva de telecomunicación en proceso de datos. 
El teleproceso es parte de la historia de las telecomunicaciones.
- Datos: Q6140619